# Raja Ka Rampur
Raja Ka Rampur – miasto w północnych Indiach w stanie Uttar Pradesh, na Nizinie Hindustańskiej.
Populacja miasta w 2001 roku wynosiła 10720 mieszkańców.